# Sisters of Avalon (singolo)
Sisters of Avalon è un singolo della cantante statunitense Cyndi Lauper, pubblicato nel 1997 in Giappone ed estratto dal suo quinto album in studio Sisters of Avalon.

## Tracce
- CD (Giappone)

1. Sisters of Avalon (single edit)
2. Sisters of Avalon (album version)
3. Unhook the Stars (album version)